# Drouvin-le-Marais
Drouvin-le-Marais település Franciaországban, Pas-de-Calais megyében. Lakosainak száma 610 fő (2022. január 1.). Drouvin-le-Marais Verquin, Nœux-les-Mines, Vaudricourt és Houchin községekkel határos.

## Népesség
A település népességének változása:
| Lakosok száma | 566  | 580  | 604  | 594  | 605  | 615  | 610  | 615  | 610  |
|               | 2013 | 2015 | 2016 | 2017 | 2018 | 2019 | 2020 | 2021 | 2022 |